# Windfrei
Als Windfrei oder auch Windfreistellung bzw. Feierabendstellung bezeichnet man die Außerbetriebnahme eines Krans.
Dabei wird die Schwenkwerkbremse des Krans mechanisch dauerhaft geöffnet. 
Sinn des Windfrei ist es, den Kran im Wind frei drehbar zu halten. 
So kann sich der Kranausleger ohne technischen Antrieb – also selbstständig – allein durch die Windkraft aus dem Wind drehen. Wenn der Wind ausreichend stark und richtungsbeständig wehte und weht, zeigt der Ausleger letztlich sehr genau ins Lee. In dieser Position wirkt die mit der Windstärke steigende Windkraft als den Mast ins Lee kippend wollend, das konstante Kippmoment der Gegengewichte wirkt jedoch in die Gegenrichtung.
Durch diese Maßnahme wird der Kran ständig so ausgerichtet, dass der Luftwiderstand am geringsten ist. Damit erhöht sich die Standsicherheit der Konstruktion erheblich.
Die Notausfunktion der Bremse wird, bei sachgemäßer Benutzung, dabei nicht beeinträchtigt.
Bei Kränen unterscheidet man hauptsächlich zwischen zwei Möglichkeiten, eine Bremse windfrei zu machen.

## Mechanische Windfreistellung
Die Bremse wird geöffnet, die Bremsscheibe wird durch eine Gewindestange oder Hebel manuell mechanisch in geöffneter Position gehalten und verriegelt.
- Vorteil: einfache und robuste Konstruktion.

- Nachteil: erhöhter Aufwand, da dies mit Muskelkraft geschieht. Bei unsachgemäßer Benutzung besteht die Gefahr, dass die Bremse auch im Betrieb geöffnet bleibt.

## Elektrische Windfreistellung
Die Bremse wird geöffnet, die Bremsscheibe wird durch einen elektrisch betätigten Riegel in geöffneter Position gehalten und verriegelt.
Nach erfolgter Verriegelung ist keine Energie mehr nötig, um die Bremse geöffnet zu lassen.
- Vorteil: schnelles und leichtes windfrei stellen, Fehlbedienung nahezu ausgeschlossen.

- Nachteil: erhöhter Aufwand bei der Erstinstallation sowie bei Einstellarbeiten.

## Abspannung
Ist es aus Platzgründen nicht möglich, einen Kran frei im Wind drehen zu lassen, kann dieser auch am Ausleger abgespannt werden. Damit die Richtung des Auslegers sehr steif fixiert ist und somit auch Schwingen unterbunden wird, werden zwei Seile von zwei Anschlagpunkten am Boden durch möglichst weites Hochziehen des Kranhakens umgekehrt-V-förmig gespannt. Die unteren Endpunkte des V sollen dabei auf einer Linie ungefähr quer zur gewünschten Richtung des Auslegers und diese Linie in ausreichender Entfernung von der Krandrehachse liegen, um eine gute Hebellänge zu erzielen. Beim Spannen der Seile durch Hakenzug spielen sich Auslegerrichtung und Laufkatzenposition frei ein. Die hohen Windkräfte, die quer zum Ausleger auftreten, werden von dieser Abspannung (im Zusammenspiel mit dem Gegengewicht) aufgenommen, das Kippmoment der Gegengewichte wird durch die Resultierende der Seilzugkräfte in etwa kompensiert, der Antrieb der Seiltrommel ist üblicherweise selbsthemmend ausgeführt, sodass die Seilspannung erhalten bleibt.

## Sonstiges
Gerade zu Beginn einer Hausbaustelle, wenn noch kein absperrbarer Raum vorliegt, wird für die arbeitsfreie und damit unbeaufsichtigte Zeit mitunter eine Werkzeugkiste oder eine Tischkreissäge (typisch nötig für Betonschalungen) auf etwa halbe Höhe angehoben, obwohl das Hängenlassen von Lasten am unbesetzten Kran verboten ist. Damit wird wertvolles Tragbares diebstahlgeschützt aufgehoben, wenn Kranbedienung und/oder Stromversorgung gesperrt sind. Andererseits wird auch das Hebeseil belastet und übermäßiges Pendeln des Hakens vermieden.
Um 2000 war es in Österreich verbreitet, Kräne in der Nähe von Autobahnen mit einer Werbefläche – zumeist als dreiseitiges Prisma an drei Seilen am Haken gehoben – aufzustellen. Die Baustelle am Kran musste dazu nicht tatsächlich in Betrieb sein. In Zeiten, in denen kein starker Wind aufzukommen droht, sind außerhalb der Arbeitszeit häufig Werbeflächen des Bauunternehmens angehoben.